# 纳薇
纳薇（naivee），上海女装品牌，由上海纳薇服装有限公司创立于1999年。经营女装、配饰、鞋帽等商品，在中国拥有专卖店铺200多家。